# Mônaco nos Jogos Olímpicos de Inverno de 2014
Mônaco participou dos Jogos Olímpicos de Inverno de 2014, realizados na cidade de Sóchi, na Rússia. Foi a nona aparição do país em Olimpíadas de Inverno.

## Desempenho

### Bobsleigh
Masculino
| Atleta                             | Evento | Final      | Final      | Final      | Final       | Final   | Final |
| Atleta                             | Evento | 1ª descida | 2ª descida | 3ª descida | 4ª descida  | Total   | Pos.  |
| ---------------------------------- | ------ | ---------- | ---------- | ---------- | ----------- | ------- | ----- |
| Sébastien Gattuso Patrice Servelle | Duplas | 57.50      | 57.30      | 57.80      | Não avançou | 2:52.60 | 21º   |

### Esqui alpino
Feminino
| Atleta            | Evento    | Descida 1 | Descida 2 | Total | Pos. |
| ----------------- | --------- | --------- | --------- | ----- | ---- |
| Alexandra Coletti | Downhill  |           |           | DNF   | DNF  |
| Alexandra Coletti | Combinado | DNF       | DNF       | DNF   | DNF  |

Masculino
| Atleta             | Evento         | Descida 1 | Descida 2 | Total   | Pos. |
| ------------------ | -------------- | --------- | --------- | ------- | ---- |
| Arnaud Alessandria | Downhill       |           |           | 2:12.71 | 39º  |
| Arnaud Alessandria | Combinado      | 1:57.59   | DNF       | DNF     | DNF  |
| Arnaud Alessandria | Super-G        |           |           | DNF     | DNF  |
| Olivier Jenot      | Combinado      | 1:59.81   | 56.01     | 2:55.82 | 28º  |
| Olivier Jenot      | Slalom         | 55.89     | DNF       | DNF     | DNF  |
| Olivier Jenot      | Slalom gigante | DNF       | DNF       | DNF     | DNF  |
| Olivier Jenot      | Super-G        |           |           | 1:22.20 | 35º  |

Legenda
| Recorde mundial      | Recorde mundial (World record)               |                       | Recorde africano                      | Recorde africano (African) |                                           | Q | Classificado por posição (Qualified) |
| Recorde olímpico     | Recorde olímpico (Olympic record)            | Recorde da América    | Recorde da América (Americas)         | q                          | Classificado por melhor tempo (Qualified) |   |                                      |
| Melhor marca do ano  | Melhor marca do ano (World leading)          | Recorde asiático      | Recorde asiático (Asian)              | DNS                        | Não largou (Did not start)                |   |                                      |
| Recorde nacional     | Recorde nacional (National record)           | Recorde europeu       | Recorde europeu (European)            | DNF                        | Não terminou (Did not finish)             |   |                                      |
| Recorde pessoal      | Recorde pessoal do atleta (Personal best)    | Recorde da Oceania    | Recorde da Oceania (Oceania)          | DSQ / DQ                   | Desclassificado (Disqualified)            |   |                                      |
| Recorde da temporada | Recorde da temporada do atleta (Season best) | Recorde sul-americano | Recorde sul-americano (South America) | NM                         | Sem marca (No mark)                       |   |                                      |